# 酒類総合研究所
独立行政法人酒類総合研究所（しゅるいそうごうけんきゅうじょ、英称: National Research Institute of Brewing）は、広島県東広島市鏡山三丁目にある財務省所管の独立行政法人。酒類に関する研究機関である。起源は明治時代に設立された国立醸造試験所である。

## 沿革
- 1901年 - 度重なる増税により全国各地で酒造組合などが研究費国費負担を求め農商務大臣に醸造研究所設立建議。7月、農商務省が日本酒醸造改良実験及講習所設置調査委員 (手島精一・高山甚太郎・古在由直・矢部規矩治) に調査命令
- 1902年3月7日 - 第16回（明治34年）帝国議会 請願 酒造税法改正竝酒釀研究所設立の件・清酒品評會奬勵に關する建議案。4月、農商務省所管「醸造試験所設立事務取扱所」設置
- 1904年 - 閣議決定により所管官庁を大蔵省とする
- 1904年5月9日 - 醸造試験所官制（明治37年勅令第136号）により醸造試験所設立。大蔵大臣所轄。東京府北豊島郡滝野川村（現東京都北区滝野川）に設置。
- 1905年 - 清酒製造関係技術者を対象とした醸造講習を開始。
- 1911年 - 第1回全国新酒鑑評会開催。
- 1943年11月1日 -行政機構整備実施ノ為ニスル大蔵省官制中改正ノ件（昭和18年勅令第807号）醸造試験所官制廃止。大蔵省主税局に醸造技術課を設置し、事務を引き継ぐ。
- 1945年3月17日  - 大蔵省主税局醸造技術課が廃止され、第二課に事務を統合。醸造試験業務はその傘下の醸造試験所となる。
- 1949年6月1日 - 大蔵省設置法（昭和24年法律第144号）により大蔵省の外局として国税庁発足。間税部酒税課の事務となり、その傘下となる。（国税庁間税部酒税課醸造試験所）
- 1959年4月13日 - 大蔵省設置法の一部を改正する法律（昭和34年法律第117号）による大蔵省設置法の改正により、 国税庁の直属研究機関となる。（国税庁醸造試験所）
- 1962年 - 第1回全国洋酒鑑評会開催。
- 1977年 - 第1回全国本格焼酎鑑評会開催。
- 1995年7月10日 - 多極分散型国土形成促進法（昭和63年法律第83号）およびこれに基づく国の行政機関等の移転に関する基本方針（昭和63年7月19日閣議決定）を受け東広島市へ移転。同時に国税庁醸造研究所と名称変更。
- 2001年4月1日 - 独立行政法人酒類総合研究所法（平成11年法律第164号）により独立行政法人酒類総合研究所へ移行。
- 2015年7月 - 東京事務所を本部（広島県東広島市）に統合[1]。

日清戦争後の軍備拡張と官営企業への財政支出増に対応するため増税を実施したが、殖産興業として鉱工業などと並んで醸造業の発展も積極的に支援し、微生物学に基づいて日本酒の品質の安定と向上を図るべく、大蔵省の管轄下に1904年に醸造試験所を設立した。近代以前は、いわゆる「科学的再現性」が醸造業において大問題であった。例えば、仮に良い酒ができても、「同じものをまたつくる」ということが不可能に近く、偶然性に頼らなければならなかったが、官営の醸造試験所により工業化が進み、生産性、品質が格段に向上する結果をもたらすことが期待された。
1909年には山廃酛を開発、1910年には速醸酛を考案した。1911年には、第1回全国新酒鑑評会を開催する。酒類以外でも1913年には醤油の醸造講習を始めた。
太平洋戦争が激化してくると組織の縮小が図られ、1943年には大蔵省主税局醸造技術課へまとめられた。それ以後は大蔵省や国税庁の管轄下にさまざまな変転を経たすえに、2001年4月以降は独立行政法人酒類総合研究所として、全国新酒鑑評会を開催する。

## 組織
- 理事長
  - 理事
    - 総務課
    - 業務統括部門
      - 地域ブランド支援担当

    - 広報・産業技術支援部門
      - 広報担当

    - 品質・評価研究部門
    - 成分解析研究部門
    - 醸造技術研究部門
    - 醸造微生物研究部門
- 監事（2）

### 職員数
データは2023年（令和5年）4月1日現在
合計 : 44人（監事を除く）
- 理事長 - 1人
- 理事 - 1人
- 職員 - 42人（研究職 : 31人）
- 監事 - 2人（非常勤）

（出典 : 独立行政法人 酒類総合研究所の組織）

## 旧醸造試験所第一工場

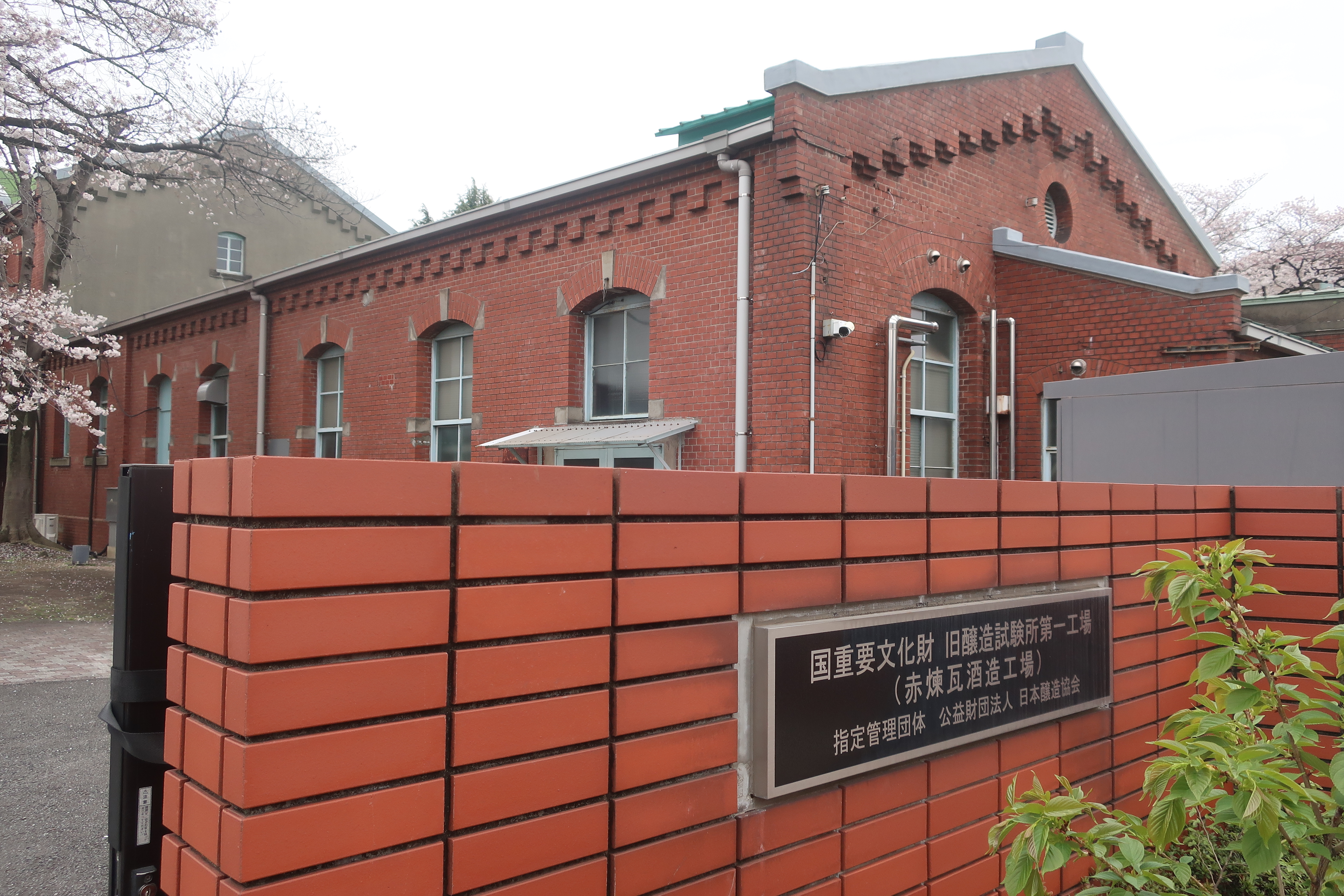
旧醸造試験所第一工場

前身の醸造試験所があった東京都北区滝野川に現存する。日本酒の研究を行う施設として、ドイツのビール醸造施設をヒントに得たもので、1904年に竣工。設計者は大蔵技師妻木頼黄。通称は赤レンガ酒造工場で、歴史的価値と高い建築技術を評価され、2014年12月10日に国の重要文化財に指定された。

## 業務
- 酒類の高度な分析・鑑定
- 酒類の品質評価
- 酒類及び酒類業に関する研究及び調査
- 成果の普及
- 講習
- 情報の収集、整理及び提供

## アクセス
- JR山陽本線西条駅からJRバスで20分、タクシーで15分
- 山陽新幹線東広島駅からタクシーで10分
- 山陽自動車道西条ICから車で20分